# Антиметабола
Антиметабола (grč. ἀντιμεταβολή — премештање насупрот) је стилска фигура у којој се више речи или реченица понављају у обрнутом редоследу као у огледалу и самим тим преокрећу и значење. Антиметабола је спој анадиплозе и епанадиплозе. Синонимни термими су антиметалепса и антиметатеза. Подврста је антитезе у којој се оба њена члана понављају измењујући синтактичку функцију. Распоред речи које се подударају је хијастичан.
Латински називи ове фигуре су commutatio и conversio.
Припада фигурама дикције.

## Историјат појма
Термин антиметабола је преузет из античке реторике. Најстарији примери потичу од Квинтилијана: "Не живим да једем него једем да живим." Често се употребљавала у јавним, политичким и религиозним говорима, а и у јеванђељима има своју стилогену функцију. У време барока који је познат по китњастом стилу била је омиљени поступак.

## Употреба
Антиметабола се користи у политичким говорима и рекламама као средство аргументације и убеђивања. Може послужити и хумору и иронији. У аргументацији, антиметабола понекад омогућава да се преиспита и ослаби узрочно-последична веза једног расуђивања, што понекад доводи до парадокса или софизма. Има је и у поезији и у прози, а у пословицама често има антитетичку функцију.
У поезији је неретко удружена са епифором и заједно са њом доприноси рими. Будући симетрична фигура, доприноси ритму исказа и омогућава лакше памћење.

## Антиметабола и хијазам
Постоје два супротстављена схватања хијазма. Према првом, у хијазму се никада не понављају речи, само смисао, а у другом смисао се понавља увек, а понекад и речи. У првом случају антиметабола не може бити подврста хијазма, а у другом, који је прихваћеније гледиште, може се рећи да је свака антиметабола хијазам, али сваки хијазам није антиметабола. У антиметаболи увек је присутна инверзија истих речи, а у хијазму инвертоване речи не морају бити исте, већ понекад бивају синонимне или антонимне или само припадају истој категорији. Међутим, речи ни у антиметаболи не остају сасвим исте, већ углавном мењају своје облике а каткад замењују и врсте речи (нпр. именица постаје придев а придев именица), али њихов корен остаје исти. Хијазам преокреће смисао, а антиметабола и смисао и речи.

## Примери
| „                                      | Јер сваки који себе узвисује понизиће се, а који себе понизује узвисиће се. | ” |
| — Нови завет, Јеванђеље по Луки, 18, 4 |                                                                             |   |

| „                          | И лонцем о камен или каменом о лонац, тешко лонцу свакојако. | ” |
| — српска народна пословица |                                                              |   |

| „                                                  | Ђе је срећа, ту је и несрећа, Ђе несрећа, ту и среће има. | ” |
| — Смрт Марка Краљевића, српска епска народна песма |                                                           |   |

| „                           | (...) Хладна пасторало, трајеш, као сведок вечни слушајућ туђ вај - да човеку каже пријатељски да је лепота истина, истина лепота, и то је на земљи све, човече, знај. | ” |
| — Ода грчкој урни, Џон Китс | |   |

| „              | Када погледате у амбис, и амбис погледа у вас. | ” |
| — Фридрих Ниче |                                                |   |

| „                             | Од свега што свет има и јесте ја сам хтео да направим средство којим бих савладао и освојио свет, а сада је тај свет начинио од мене своје средство. | ” |
| — Проклета авлија, Иво Андрић | |   |

| „                                                     | Не питајте шта ваша земља може да учини за вас - питајте шта ви можете учинити за своју земљу. | ” |
| — инаугурациони говор 20. јануара 1961, Џон Ф. Кенеди |                                                                                                |   |

| „                     | Филозофија, као теорија метафоре, најпре ће бити метафора за теорију. | ” |
| — Маргине, Жак Дерида |                                                                       |   |

| „                      | И ово још хоћу да знаш, драги мој Федре: живели смо У временима сасвим очајним. Од трагедије Правили смо комедију, од комедије трагедију (...) | ” |
| — Федру, Јован Христић | |   |

## Сличне стилске фигуре
- Анадиплоза
- Антитеза
- Епанадиплоза
- Киклос
- Симплока
- Хијазам